# Série 3150 da CP

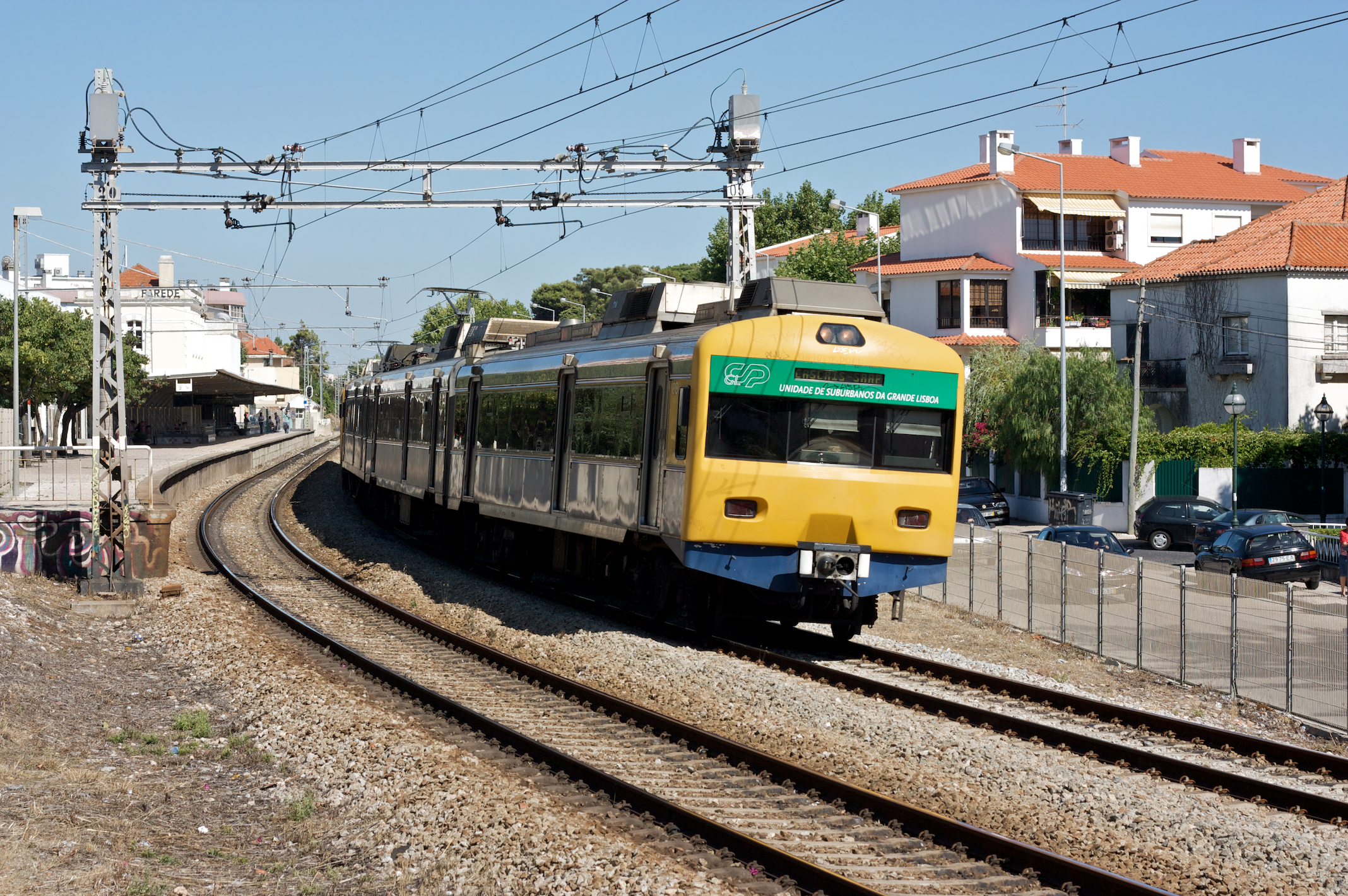
Unidade 3160 na estação ferroviária da Parede.

A série 3150 é um tipo de automotora ao serviço da CP - Comboios de Portugal, operador público ferroviário de Portugal.
Todas as unidades desta série e da série 3250 derivam da modernização das unidades da série 3200 da CP e estão afetas à exploração da Linha de Cascais.

## Características de Exploração
- Bitola de via: 1668 mm
- Natureza do serviço: Suburbano
- Número de cabinas de condução: 2
- Velocidade máxima: 90 km/h

Engates:
- Extremos: automático Scharfenberg tipo 10
- Intermédios: semi permanente Scharfenberg Schaku

Comando em unidades múltiplas: (2 × U.T.E.) ou (1 × U.Q.E. + 1 × U.T.E.)
Esforço de tracção
- No arranque: 105 kN
- À velocidade máx.: 16 kN
- Velocidade correspondente ao regime contínuo (nominal): 750 V
- Esforço de tracção à velocidade máxima (travagem): 750 V

Aceleração
- Em tara: 0,65 m/s2
- Tempo de aceleração (dos 0 aos 40 km/h): 17 s

Esforço da Frenagem Dinâmica:
- Máximo nas Rodas (de 5 a 39 km/h): 84 kN
- À Velocidade máxima: 72 kN

Freio de Serviço
- Distância de paragem (de 90 a 0 km/h, em tara e com carril seco): 340 m
- Desaceleração máxima: 1,0 m/s2

Portas
- Fabricante: Faiveley
- Accionamento: Pneumático, com sistema antientalamento
- Número (por lateral) e largura útil: 9 × 900 mm
- Altura do piso (relativamente ao plano de rolamento): 1261 mm

Lotação
Lugares sentados:
- Por motora: 52
- Por reboque: 52
- Total por unidade tripla: 156

Lugares em pé:
- Carga normal (3 passageiros/m²):249
- Carga máxima (5 passageiros/m²): 415
- Sobrecarga (5 passageiros/m² corredores + 7 passageiros/m² vestíbulos): 520

Cargas (70 kg/passageiro):
- Normal: 28,4 t
- Máxima: 40,0 t
- Sobrecarga: 47,3 t
- Tara em ordem de marcha: 118,0 t
- Tara em ordem de marcha (UTE c/ Rp2 de caixa metalizada): 113,5 t

Massas:
- Motor de tracção: 1794 kg
- Conversor de tracção e Filtro de Entrada: 2851 kg
- Conversor auxiliar: 2000 kg
- Aparelho de ar condicionado: 1500 kg
- Resistência de travagem: 550 kg
- Bobine de alisamento: 800 kg

Bogies:
- Motores (Schlieren) 26000 kg
- Motores (Sorefame) 23000 kg
- Livres (Flexicoil) 11400 kg
- Livres (Schlieren) 10900 kg
- Livres (Sorefame) 9800 kg

## Conforto e Informação aos Passageiros
Equipamento de Climatização
- Fabricante: Temoinsa
- Fluido refrigerante: R-134a

Características dos Salões:
- Caudal de ar exterior: 1100 m³/h
- Caudal de ar de retorno: 4400 m³/h
- Caudal de ar total: 5500 m³/h
- Potência de refrigeração: 50,7 kW
- Potência de aquecimento: 16 kW

Características das Cabinas:
- Caudal de ar tratado: 800 m³/h
- Potência de refrigeração: 6,1 kW
- Potência de aquecimento: 3,5 kW

Instalação Sonora
- Fabricante: Temoinsa
- Tipo: Telink
- Funcionalidades: Mensagens pré-gravadas e música ambiente com controlo de volume

Indicação de Destino
- Fabricante: Temoinsa
- Tipo: Telink
- Funcionalidades: Tecnologia LED1, em cada extremo dos veículos

## Características de Tracção
Motor de Tracção
- Fabricante: GEC
- Quantidade por UTE:4
- Tipo: G340BZ e WT340A
- Potência eléctrica contínua:240 kW
- Velocidade de rotação nominal: 930 a 1300 rpm
- Frequência (Ripple): 300 Hz
- Isolamento: Classe H
- Outras características: Corrente contínua, tetrapolar, com ventilação forçada
- Relação de transmissão: 1:4,94

Tensão:
- Nominal (Regime Contínuo): 750 V
- Máxima (Frenagem): 750 V

Intensidade
- Nominal (Regime contínuo - campo pleno): 142 A
- Nominal (Regime contínuo - enfraquecimento de campo): 153 A

Conversor de Tracção
- Fabricante: Alstom
- Tipo: 11SF083B2
- Entrada: 1500 V dc
- Valores limites de tensão: 1000 a 2000 V dc
- Saída: 80 a 1500 V dc
- Corrente média de Tracção: 338 A rms
- Corrente máxima: 640 A (320 A por bogie motor)
- Corrente máxima de travagem: 600 A (300 A por bogie motor)
- Características: Enfraquecimento de campo automático,por GTO's 4500 V / 2500 A a 375 Hz

Transmissão do Movimento
- Fabricante: Alstom
- Tipo: eléctrica contínua

Diâmetro das Rodas
- Motoras: 1050 mm
- Reboques: 850 mm
- Disposição dos rodados: 2′2′+Bo′Bo′+2′2′
- Potência máxima: 960 kW

## Sistemas de Segurança e de Alimentação de Energia
Freio
- Fabricante Knorr
- Distribuidor de Freio: KE 3.3

Características:
- Automático: UIC com comando electropneumático
- Dinâmico: Eléctrico por recuperação
- Estacionamento: Peacock 840-FR
- Homem-Morto: Sécheron - Hasler
- Registador de velocidades: Hasler Teloc 2200

Sistema Rádio Solo-Comboio
- Fabricante: ASCOM/SISTEL
- Tipo: BG550 CP-N

Sistema Automático de Controlo Velocidade
- Fabricante: Siemens

Produção de Ar Comprimido
- Compressor: Rotativo de parafuso, tipo SL
- Fabricante: Knorr-Bremse
- Tipo: SL22-8
- Pressão nominal: 10 bar
- Velocidade de rotação: 1445 rpm
- Caudal: 1,35 m³/minuto
- Potência: 15 kW

Conversor auxiliar
- Fabricante: Alstom
- Entrada: 1500 V dc
- Saída 1: 380 V ± 2% a 50 Hz
- Saída 2: 110 ± 5 V dc
- Potência de Saída 1: 131 kVA
- Potência de Saída 2: 15 kW

Disjuntor principal
- Fabricante: Holec
- Poder de Corte: 32 kA / 47 ms; 40 kA / 22 ms; 52 kA / 10 ms
- Corrente de regulação: 1000 a 1600 A
- Tensão de alimentação: 1500 V, dc
- Carregador de baterias: saída 2 do conversor auxiliar

Baterias
- Tipo: Ácidas (Pb)
- Tensão: 4 × 24V dc
- Capacidade: 90 Ah
- Número de elementos: 48

Outras Características:
Ano de entrada ao serviço (após modernização): 1998
Número de unidades: 13
Construtores
- Caixa: Sorefame
- Bogie: Sorefame / Schlieren / Flexicoil
- Lubrificadores de verdugos: Não tem
- Areeiros: Não tem

Pintura da Caixa
Cores Laterais
- Perfil Ómega: Azul Safira RAL 5003
- Faixa entre o perfil ómega e as janelas: Amarelo RAL 1003

Frentes
- Moldura de poliéster: Amarelo RAL 1003
- Saia abaixo do engate: Azul Safira RAL 5003

### Lista de material

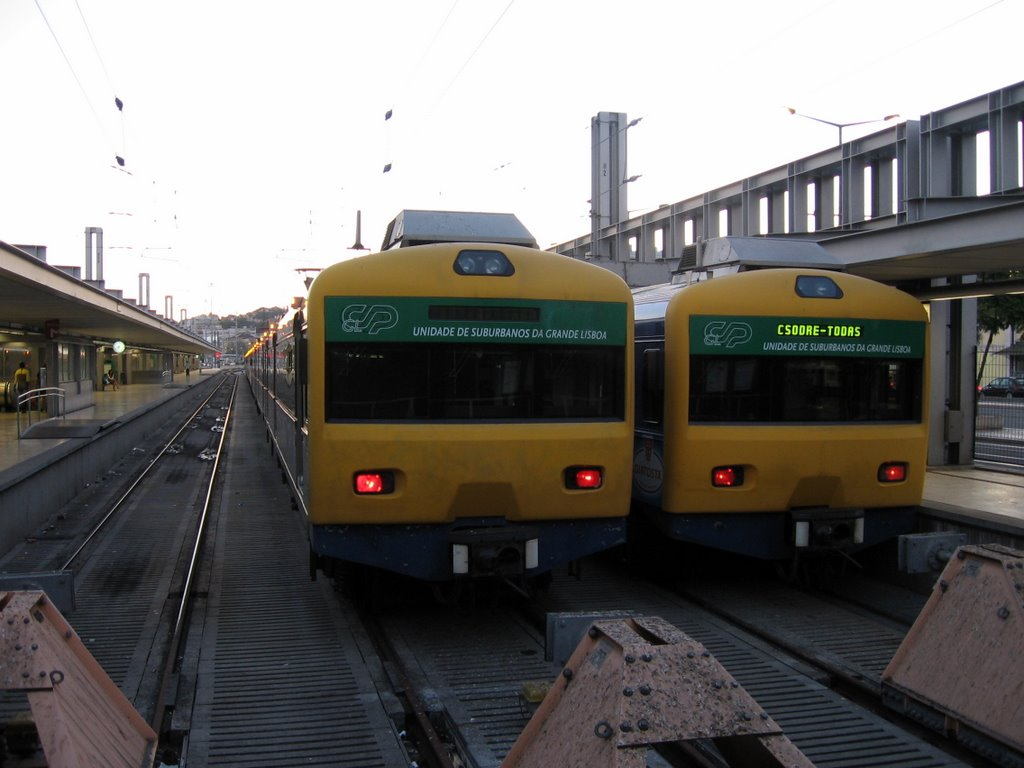
Automotoras da Série 3150, na Estação Ferroviária do Cais do Sodré.

| :  | qt. | estado     |
| -- | --- | ---------- |
| ✔︎  | 13  | ao serviço |
| 13 | 13  | (total)    |

| №    | : | a           | observações                                                |
| ---- | - | ----------- | ---------------------------------------------------------- |
| 3151 | ✔︎ | [ quando? ] | Em serviço. Unidade quádrupla, reboque intermédio da 3251. |
| 3152 | ✔︎ | 1998        | Em serviço.                                                |
| 3153 | ✔︎ | 1998        | Em serviço.                                                |
| 3154 | ✔︎ | [ quando? ] | Em serviço. Unidade quádrupla, reboque intermédio da 3256. |
| 3155 | ✔︎ | 1998        | Em serviço.                                                |
| 3156 | ✔︎ | 1998        | Em serviço.                                                |
| 3157 | ✔︎ | [ quando? ] | Em serviço. Unidade quádrupla, reboque intermédio da 3264. |
| 3158 | ✔︎ | 1998        | Em serviço.                                                |
| 3159 | ✔︎ | 1998        | Em serviço.                                                |
| 3160 | ✔︎ | 1998        | Em serviço.                                                |
| 3161 | ✔︎ | 1998        | Em serviço.                                                |
| 3162 | ✔︎ | 1998        | Em serviço.                                                |
| 3163 | ✔︎ | 1998        | Em serviço.                                                |